# Campionat d'Europa de futbol 1964
L'Eurocopa de futbol de 1964 es va disputar a Espanya entre el 17 i el 21 de juny de 1964, essent la segona edició.

## Països participants
Les seleccions classificades foren:
- Dinamarca (primera participació)
- Hongria (primera participació)
- URSS
- Espanya (primera participació)

## Plantilles
Per veure les plantilles de les seleccións que prengueren part a la competició vegeu Plantilles del Campionat d'Europa de futbol de 1964.

## Seus
| Madrid            | Barcelona          |
| ----------------- | ------------------ |
| Santiago Bernabéu | Camp Nou           |
| Capacitat: 80.000 | Capacitat: 100.000 |
| Santiago Bernabéu | Camp Nou           |

## Fase de classificació

### Primera ronda
| Espanya | 6 - 0 1 - 3 | Romania |

| Itàlia | 6 - 0 1 - 0 | Turquia |

| Polònia | 0 - 2 0 - 2 | Irlanda del Nord |

| Noruega | 0 - 2 1 - 1 | Suècia |

| Irlanda | 4 - 2 1 - 1 | Islàndia |

| Iugoslàvia | 3 - 2 1 - 0 | Bèlgica |

| Hongria | 3 - 1 1 - 1 | Gal·les |

| Dinamarca | 6 - 1 3 - 1 | Malta |

| Alemanya Democràtica | 2 - 1 1 - 1 | Txecoslovàquia |

| Holanda | 3 - 1 1 - 1 | Suïssa |

| Bulgària | 3 - 1 1 - 3 1 - 0 | Portugal |

| Anglaterra | 1 - 1 2 - 5 | França |

| Albània | retirada | Grècia |

### Vuitens de final
| Espanya | 1 - 1 1 - 0 | Irlanda del Nord |

| URSS | 2 - 0 1 - 1 | Itàlia |

| Àustria | 2 - 0 2 - 3 | Irlanda |

| Iugoslàvia | 0 - 0 2 - 3 | Suècia |

| Alemanya Democràtica | 1 - 2 3 - 3 | Hongria |

| Dinamarca | 4 - 0 0 - 1 | Albània |

| Bulgària | 1 - 0 1 - 3 | França |

| Holanda | 1 - 1 1 - 2 | Luxemburg |

### Quarts de final
| Espanya | 5 - 1 2 - 0 | Àustria |

| França | 1 - 3 1 - 2 | Hongria |

| Suècia |  | 1 - 1 1 - 3 | URSS |

| Luxemburg | 3 - 3 2 - 2 0 - 1 | Dinamarca |

## Fase Final
|  | Semifinals                | Semifinals          |   |                     | Final                     | Final |
|  |                           |                     |   |                     |                           |       |
|  | Santiago Bernabéu, Madrid |                     |   |                     |                           |       |
|  | Espanya (pr.)             | 2                   |   |                     |                           |       |
|  | Hongria                   | 1                   |   |                     |                           |       |
|  |                           |                     |   |                     |                           |       |
|  |                           |                     |   |                     | Santiago Bernabéu, Madrid |       |
|  |                           |                     |   |                     | Espanya                   | 2     |
|  |                           | URSS                | 1 |                     |                           |       |
|  |                           |                     |   |                     |                           |       |
|  |                           |                     |   |                     |                           |       |
|  |                           |                     |   |                     | Tercer lloc               |       |
|  | Camp Nou, Barcelona       | Camp Nou, Barcelona |   | Camp Nou, Barcelona | Camp Nou, Barcelona       |       |
|  | URSS                      | 3                   |   | Hongria (pr.)       | 3                         |       |
|  | Dinamarca                 | 0                   |   |                     | Dinamarca                 | 1     |

|  | Campió: ESPANYA Primer títol |

## Màxims golejadors
| Jugador             | Selecció  | Gols |
| ------------------- | --------- | ---- |
| Jesús María Pereda  | Espanya   | 2    |
| Ferenc Bene         | Hongria   | 2    |
| Dezső Novák         | Hongria   | 2    |
| Carl Bertelsen      | Dinamarca | 1    |
| Amancio             | Espanya   | 1    |
| Marcelino           | Espanya   | 1    |
| Galimzyan Khusainov | URSS      | 1    |
| Valery Voronin      | URSS      | 1    |
| Viktor Ponedelnik   | URSS      | 1    |
| Valentin Ivanov     | URSS      | 1    |